# Leichtathletik-Europameisterschaften 2010/4 × 100 m der Männer

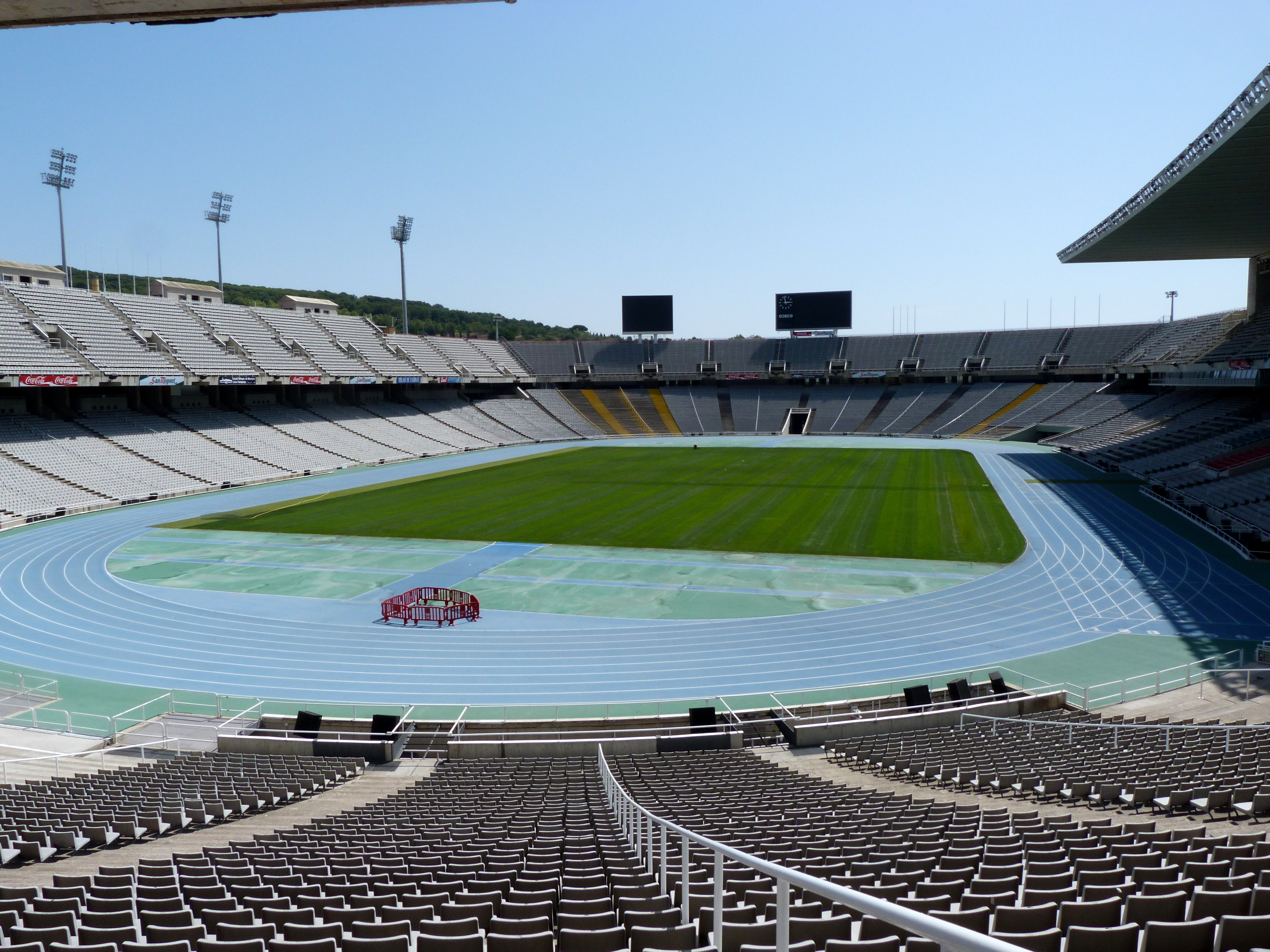
Das Olympiastadion Estadi Olímpic Lluís Companys
Barcelona im Jahr 2012

Die 4-mal-100-Meter-Staffel der Männer bei den Leichtathletik-Europameisterschaften 2010 wurde am 31. Juli und 1. August 2010 im Olympiastadion Estadi Olímpic Lluís Companys der spanischen Stadt Barcelona ausgetragen.
Europameister wurde Frankreich in der Besetzung Jimmy Vicaut, Christophe Lemaître (Finale), Pierre-Alexis Pessonneaux, Martial Mbandjock sowie dem im Vorlauf außerdem: eingesetzten Imaad Hallay.
Den zweiten Platz belegte Italien mit Roberto Donati, Simone Collio, Emanuele Di Gregorio und Maurizio Checcucci.
Bronze ging an Deutschland (Tobias Unger, Marius Broening, Alexander Kosenkow, Martin Keller).
Auch der nur im Vorlauf eingesetzte französische Läufer erhielt eine Goldmedaille.

## Rekorde

### Bestehende Rekorde
| Weltrekord           | 37,40 s | USA (Jon Drummond, Andre Cason, Dennis Mitchell, Leroy Burrell)                      | WM Stuttgart Deutschland | 22. August 1993 |
| Europarekord         | 37,73 s | Großbritannien (Jason Gardener, Darren Campbell, Marlon Devonish, Dwain Chambers)    | Sevilla Spanien          | 29. August 1999 |
| Meisterschaftsrekord | 37,79 s | Frankreich (Max Morinière, Daniel Sangouma, Jean-Charles Trouabal, Bruno Marie-Rose) | EM Split Jugoslawien     | 31. August 1990 |

Anmerkung zum Weltrekord:
Die Staffel aus Jamaika hatte den Rekord der US-Amerikaner bei den Olympischen Spielen 2008 unterboten, wurde aber nachträglich disqualifiziert, weil ihr Startläufer Nesta Carter des Dopings überführt wurde.
Der bestehende EM-Rekord wurde bei diesen Europameisterschaften nicht erreicht. Die schnellste Zeit erzielte Europameister Frankreich im Finale mit 38,11 s, womit das Quartett 32 Hundertstelsekunden über dem Rekord blieb. Zum Europarekord fehlten 38, zum Weltrekord 71 Hundertstelsekunden.

### Rekordverbesserungen
Im Finale am 1. August wurden vier neue Landesrekorde aufgestellt:
- 38,17 s – Italien (Roberto Donati, Simone Collio, Emanuele Di Gregorio, Maurizio Checcucci)
- 38,69 s – Schweiz (Pascal Mancini, Aron Beyene, Reto Schenkel, Marc Schneeberger)
- 38,88 s – Portugal (Ricardo Monteiro, Francis Obikwelu, Arnaldo Abrantes, João Ferreira)
- 39,29 s – Finnland (Hannu Ali-Huokuna, Joni Rautanen, Jonathan Åstrand, Hannu Hämäläinen)

## Legende
Kurze Übersicht zur Bedeutung der Symbolik – so üblicherweise auch in sonstigen Veröffentlichungen verwendet:
| NR  | Nationaler Rekord                        |
| DNF | Wettkampf nicht beendet (did not finish) |
| DSQ | disqualifiziert                          |

## Vorrunde
Die Vorrunde wurde in zwei Läufen durchgeführt. Die ersten drei Staffeln pro Lauf – hellblau unterlegt – sowie die darüber hinaus zwei zeitschnellsten Teams – hellgrün unterlegt – qualifizierten sich für das Finale.

### Vorlauf 1
31. Juli 2010, 10:15 Uhr
| Platz | Staffel        | Besetzung                                                                                     | Zeit (s) |
| ----- | -------------- | --------------------------------------------------------------------------------------------- | -------- |
| 1     | Frankreich     | Imaad Hallay (Vorlauf) Jimmy Vicaut Pierre-Alexis Pessonneaux Martial Mbandjock               | 39,12    |
| 2     | Polen          | Dariusz Kuć Paweł Stempel Robert Kubaczyk Kamil Kryński                                       | 39,20    |
| 3     | Schweiz        | Pascal Mancini Aron Beyene Reto Schenkel Marc Schneeberger                                    | 39,22    |
| 4     | Finnland       | Hannu Ali-Huokuna Joni Rautanen Jonathan Åstrand Hannu Hämäläinen                             | 39,40    |
| 5     | Großbritannien | Leon Baptiste Craig Pickering Marlon Devonish Mark Lewis-Francis                              | 39,49    |
| 6     | Norwegen       | Philip Bjørnå Berntsen Tormod Hjortnæs Larsen Christian Settemsli Mogstad Jaysuma Saidy Ndure | 40,04    |
| 7     | Türkei         | Mustafa Delioğlu Sezai Özkaya Hakan Karacaoğlu İzzet Safer                                    | 40,23    |

### Vorlauf 2
31. Juli 2010, 10:25 Uhr
| Platz | Staffel     | Besetzung                                                                        | Zeit (s) |
| ----- | ----------- | -------------------------------------------------------------------------------- | -------- |
| 1     | Deutschland | Tobias Unger Marius Broening Alexander Kosenkow Martin Keller                    | 38,75    |
| 2     | Italien     | Roberto Donati Simone Collio Emanuele Di Gregorio Maurizio Checcucci             | 38,82    |
| 3     | Portugal    | Ricardo Monteiro Francis Obikwelu Arnaldo Abrantes Yazaldes Nascimento (Vorlauf) | 39,09    |
| 4     | Spanien     | Alain López Ángel David Rodríguez Orkatz Beitia Rubén Pros                       | 39,30    |
| DSQ   | Russland    | Michail Idrisow Iwan Tjoplych Roman Smirnow Wjatscheslaw Kolesnitschenko         |          |
| DSQ   | Slowenien   | Jan Žumer Matic Osovnikar Boštjan Fridrih Gregor Kokalovič                       |          |

## Finale
1. August 2010, 19:35 Uhr
| Platz | Staffel     | Besetzung | Zeit (s) |
| ----- | ----------- | --- | -------- |
| 1     | Frankreich  | Jimmy Vicaut Christophe Lemaître (Finale) Pierre-Alexis Pessonneaux Martial Mbandjock im Vorlauf außerdem: Imaad Hallay | 38,11    |
| 2     | Italien     | Roberto Donati Simone Collio Emanuele Di Gregorio Maurizio Checcucci                                                    | 38,17 NR |
| 3     | Deutschland | Tobias Unger Marius Broening Alexander Kosenkow Martin Keller                                                           | 38,44    |
| 4     | Schweiz     | Pascal Mancini Aron Beyene Reto Schenkel Marc Schneeberger                                                              | 38,69 NR |
| 5     | Polen       | Dariusz Kuć Paweł Stempel Robert Kubaczyk Kamil Kryński                                                                 | 38,83    |
| 6     | Portugal    | Ricardo Monteiro Francis Obikwelu Arnaldo Abrantes João Ferreira (Finale) im Vorlauf außerdem: Yazaldes Nascimento      | 38,88 NR |
| 7     | Finnland    | Hannu Ali-Huokuna Joni Rautanen Jonathan Åstrand Hannu Hämäläinen                                                       | 39,29 NR |
| DNF   | Spanien     | Alain López Ángel David Rodríguez Orkatz Beitia Rubén Pros                                                              |          |

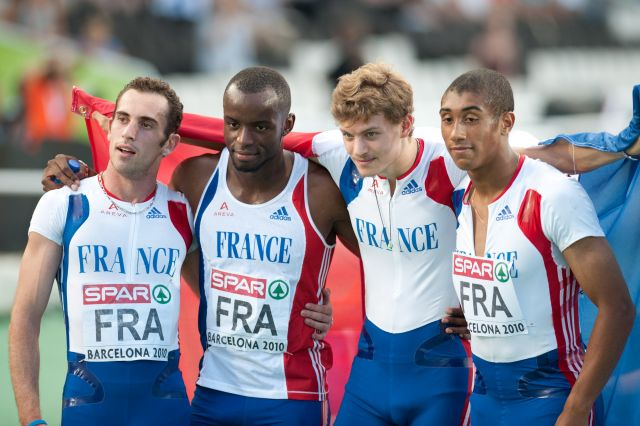
Europameister Frankreich, (v. l. n. r.): Pierre-Alexis Pessonneaux, Martial Mbandjock, Christophe Lemaitre, Jimmy Vicaut

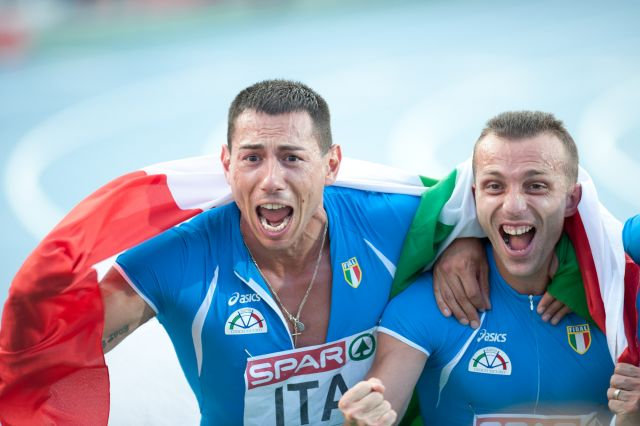
Simone Collio (links) und Emanuele Di Gregorio, die Läufer zwei und drei der italienischen Silberstaffel

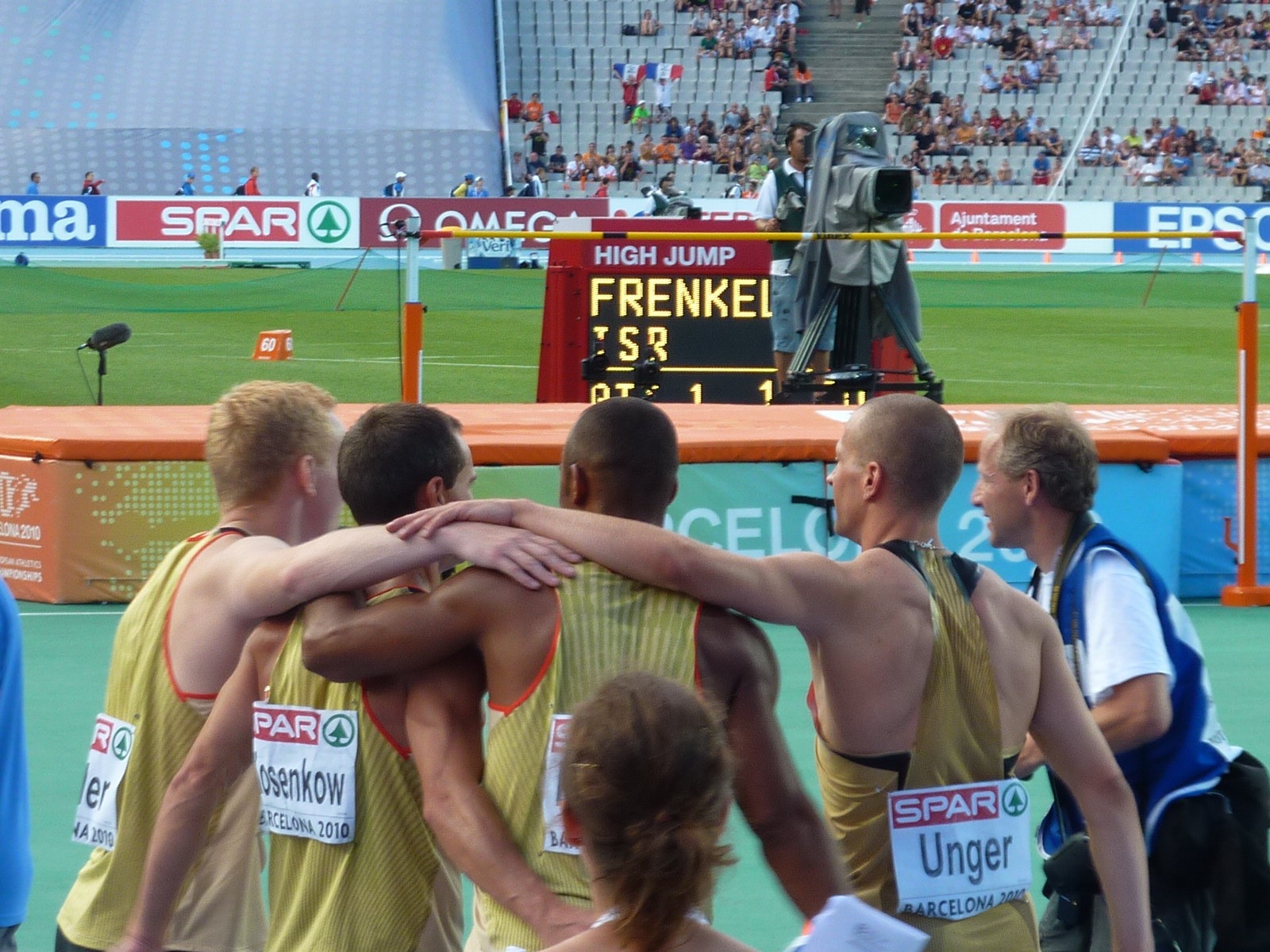
Bronzemedaille für Deutschland

Nach den Siegen im 100- und 200-Meter-Lauf krönte Christophe Lemaitre seine Erfolge mit dem Sieg mit der französischen Staffel. Deutschland errang die Bronzemedaille hinter Italien. Die Schweiz belegte mit neuem Landesrekord den vierten Platz. Insgesamt wurden in diesem Rennen vier nationale Rekorde aufgestellt.

## Videolink
- 4×100m man Final 20th European Athletics Championships Barcelona 2010 HD, youtube.com (englisch), abgerufen am 14. Februar 2023